# Leone Cretì
Leone Cretì (* 18. Januar 1957 in Lecce) ist ein italienischer Regisseur und Schauspieler.

## Leben
Cretì arbeitete nach einem Musikstudium vornehmlich für das Theater, und zwar sowohl als Autor wie auch als Regisseur. Im Filmbereich debütierte er nach einem Engagement als Schauspieler als Regisseur von Spiacchichiccicaticelo 1984, der bei den Festspielen von Venedig präsentiert wurde, aber anschließend keinen Verleih fand. Auch seine zweite Arbeit aus dem Jahr 1989 blieb nahezu unveröffentlicht.

## Filmografie
- 1984: Spiacchichiccicaticelo
- 1989: 17° piano